# Bénye, Pesta
Bénye  este un sat în districtul Monor, județul Pesta, Ungaria, având o populație de 1.170 de locuitori (2011). 

## Demografie
Componența etnică a satului Bénye
     Maghiari (96,32%)
     Romi (1,13%)
     Necunoscut (0,66%)
     Alții (1,89%)
Componența confesională a satului Bénye
     Luterani (42,39%)
     Romano-catolici (9,49%)
     Reformați (8,89%)
     Fără religie (8,29%)
     Necunoscută (29,74%)
     Alte religii (5,04%)
Conform recensământului din 2011, satul Bénye avea 1.170 de locuitori. Din punct de vedere etnic, majoritatea locuitorilor (96,32%) erau maghiari, cu o minoritate de romi (1,13%). Apartenența etnică nu este cunoscută în cazul a 0,66% din locuitori. Nu există o religie majoritară, locuitorii fiind luterani (42,39%), romano-catolici (9,49%), reformați (8,89%) și persoane fără religie (8,29%). Pentru 29,74% din locuitori nu este cunoscută apartenența confesională.